# Université d'État de Tomsk
L'université d'État de Tomsk (Национальный исследовательский Томский государственный университет) (TSU) est l'université principale de la ville de Tomsk en Russie. Elle ne doit pas être confondue avec l'université polytechnique de Tomsk. C'est la première université à avoir été inaugurée en Sibérie. Elle existe depuis 1888. Elle comprend 23 facultés regroupant près de 23 000 étudiants et 800 chercheurs aspirants au doctorat, et 5 filiales. Son recteur est le professeur Gueorgui Mayer, depuis 1995. Le jardin botanique de Sibérie en dépend, ainsi que huit musées.
L'université d'État de Tomsk fait partie de l'Association des universités européennes depuis 2006. Son recteur est depuis 2013 Edouard Galajinski, membre du présidium de la société russe de psychologie, succédant au professeur Gueorgui Mayer, docteur en sciences physiques et mathématiques.

## Relations internationales
L'université est membre de l’Université de l'Arctique. UArctic est un réseau international d’universités, d’instituts de recherche et d’organisations ayant pour but de promouvoir, coordonner et soutenir la recherche ainsi que l’éducation en régions arctiques. Cependant, depuis le début de la guerre russo-ukrainienne, la collaboration a été interrompue.

## Liste des facultés
Selon la date de fondation :
- Institut de biologie, 1885
- Institut juridique, 1898
- Faculté d'histoire, 1917
- Faculté de géographie et de géologie, 1917
- Faculté de mécanique et de mathématiques, 1917
- Faculté de philologie, 1917
- Faculté de physique, 1917
- Faculté de chimie, 1932
- Faculté de physique technique, 1933
- Faculté de radiophysique, 1953
- Faculté d'économie, 1955
- Faculté de mathématiques appliquées et de cybernétique, 1970

- Faculté de philosophie, 1987
- Faculté d'informatique, 1988

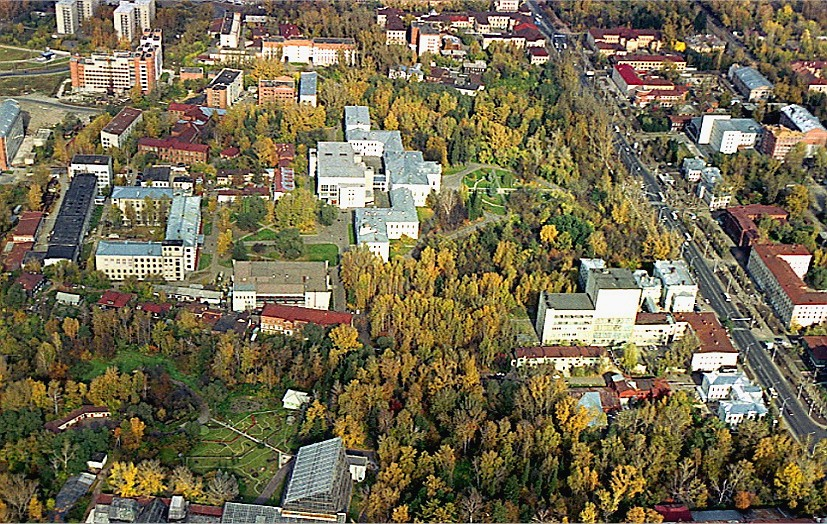
Vue aérienne de l'université

- Faculté internationale de sciences politiques, 1988
- École supérieure de business, 1991
- Institut des arts et de la culture, 1994
- Faculté des langues étrangères, 1995
- Faculté de psychologie, 1995
- Faculté d'enseignement militaire, 1998
- Faculté de journalisme, 2004
- Faculté de culture physique, 2005
- Faculté de technologie innovante, 2009

## Instituts de recherche

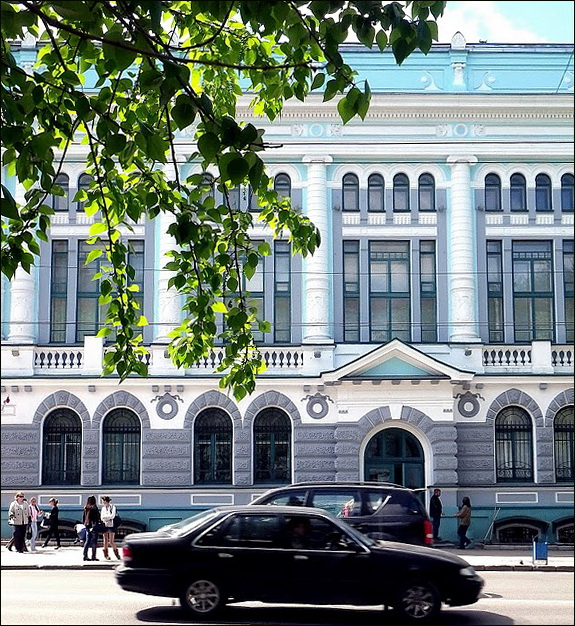
Façade de la bibliothèque

- Institut physico-technique de Sibérie
- Institut de recherche en mathématiques appliquées et en mécanique
- Institut de recherche en biologie et en biophysique
- Institut de recherche du jardin botanique de l'université de Tomsk
- Bibliothèque scientifique

## Musées
L'université gère neuf institutions:
- Musée d'archéologie et d'ethnographie de Sibérie Florinski (fondé en 1882)
- Musée d'histoire

- Herbier Krylov (fondé en 1885)
- Musée zoologique (fondé en 1887)

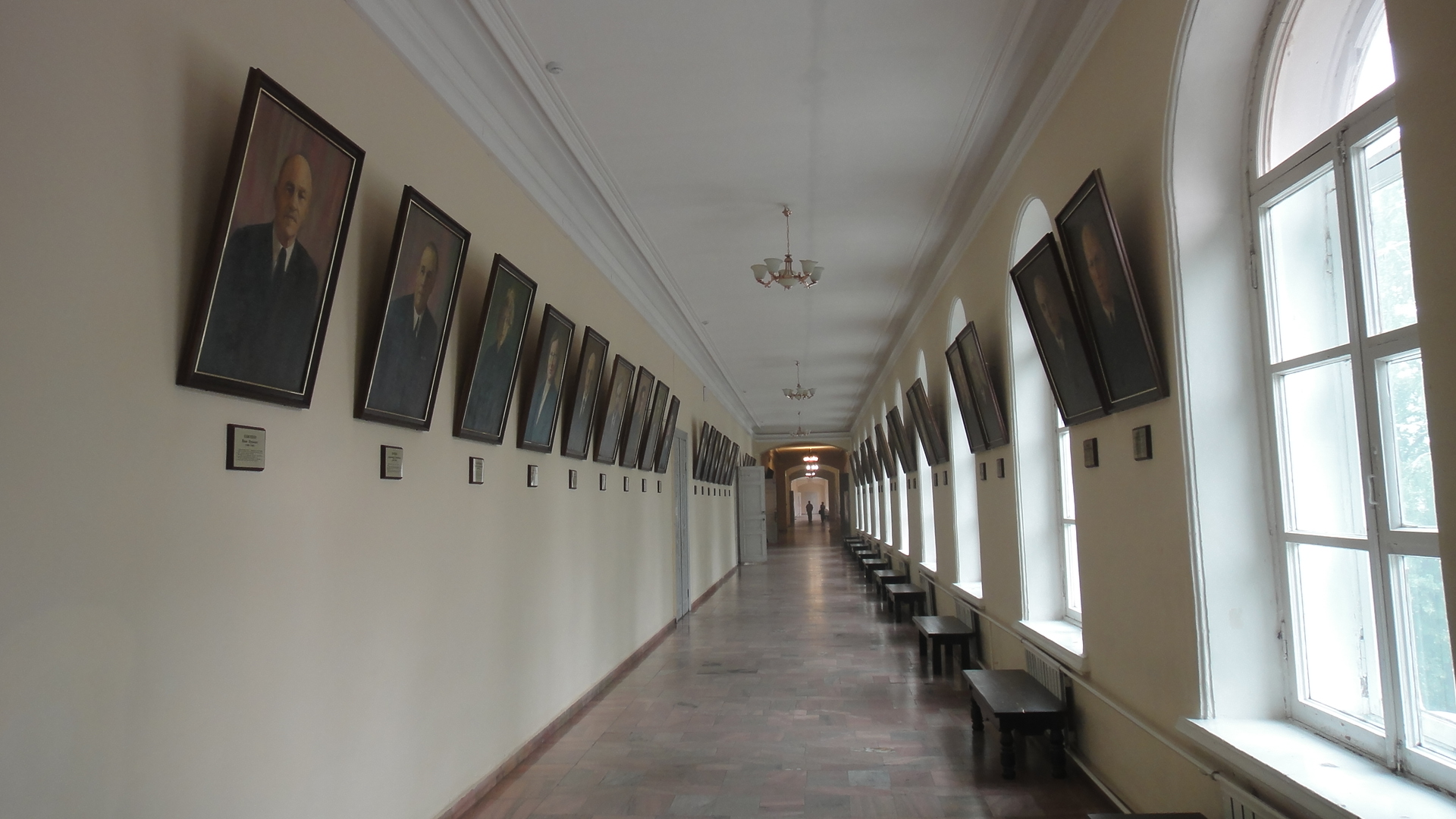
Galerie des professeurs émérites de l'université de Tomsk, située au premier étage du bâtiment principal

- Musée paléontologique Khakhlov (fondé en 1888)
- Musée minéralogique Bajenov (fondé en 1888)
- Département de peinture et de livres anciens (fondé en 1944)
- Musée d'histoire de la physique (fondé en 1985)
- Jardin botanique de Sibérie (fondé en 1880)

## Quelques anciens étudiants
- Modeste Iline (1889-1967), botaniste
- Viktor Panine (1930-), physicien et académicien
- Nikolaï Yanenko (1921-1984), mathématicien et académicien
- Vladimir Zouïev (1925-2003), physicien et académicien
- Alexei Didenko (né en 1983), homme politique russe

## Enseignants notables
- Roberto Cazzolla Gatti
- Sergueï Korjinski
- Vladimir Kouznetsov
- Porphyre Krylov
- Victor Reverdatto
- Vladimir Zouïev